# Kadara Enyeasi
Kadara Enyeasi est un photographe d'art nigérian qui vit et travaille à Lagos.

## Biographie

### Enfance, formation, débuts et influences
Kadara Enyeasi est né et vit à Lagos au Nigéria,,. 
Il commence à prendre des photos de ses proches alors qu'il est au lycée avec un appareil photo Nikon de 2 mégapixels,,. Il fait des études à l'Université de Lagos et en sort diplômé en 2015 avec une spécialisation en architecture. 
La formation en architecture de Kadara Enyeasi  influence son approche artistique, sa compréhension de la forme, de l'espace et de la perspective. Ses premières influences vont des concepts structurés de Le Corbusier aux portraits avant-gardistes des premiers photographes ouest-africains. Sa pratique mêle photographie, sculpture et numérique, et explore les thèmes du nu masculin, de la sexualité, de l’identité et de la psychologie. Il explore la relation entre le corps humain et l'environnement urbain, en utilisant les formes et perspectives pour créer des images.

### Carrière
Son travail est présenté au Lagos Photo Festival en 2015 et 2017,, puis en 2019 à l'exposition Still Here Tomorrow To High Five You Yesterday (2019) du musée Zeitz MOCAA. Son œuvre est sélectionnée dans le cadre de la collection  exposée lors de la première foire d'art Art X Lagos en 2016,. Son travail est évoqué sur les médias CNN, Vogue, et à la Foam X African Artists' Foundation du Foam Fotografiemuseum d'Amsterdam.

### Nominations et récompenses
Il est nommé pour le prix Edwin George de photographie aux Future Awards Africa de 2017,.